# أصلي دير
أصلي دير (ولدت في 22 يوليو عام 1975 في إيرينكوي، كاديكوي) كاتبة تركية.

## السيرة الذاتية
ولدت أصلي دير في عام 1975 في مدينة ايرينكوي. والتحقت بمدرسة جلطة سراي الثانوية، وبدأت هناك محاولات في كتابة القصص. وبدأت أصلي دير الكتابة من خلال المقالات المدرسية. وأنهت أصلي دير مدرستها الثانوية والتحقت بقسم الفلسفة بجامعة البوسفور. ثم درست أصلي دير اللغة الفرنسية لمدة ثمانية أعوام واللغة الإنجليزية لمدة خمسة أعوام. وفي عام 1997 بدأت أصلي دير في كتابة روايتها الأولى بعنوان «شيروكس الساحرة الصغيرة». وفي عام 1999 تخرجت أصلي دير من الجامعة. وقامت بتراجم من اللغة الإنجليزية واللغة الفرنسية. وفي عام 2001 طبعت كتابها الأول بعنوان «شيروكس الساحرة الصغيرة». وفي عام 2003 نشرت كتابها الثاني بعنوان «ثلاث رحلات إلى الخطر». وفي عام 2007 نشرت أصلي دير كتابها الأخير بعنوان «فخ كبير» حيث أنه يعد إستكمال لأحداث كتابها الأول «شيروكس الساحرة الصغيرة».